# Saint-Georges-de-Poisieux
Saint-Georges-de-Poisieux település Franciaországban, Cher megyében. Lakosainak száma 435 fő (2022. január 1.). Saint-Georges-de-Poisieux Ainay-le-Vieil, Arcomps, Bouzais, La Celette, Drevant, Faverdines, La Groutte és Saint-Amand-Montrond községekkel határos.

## Népesség
A település népessége az elmúlt években az alábbi módon változott:
| Lakosok száma | 308  | 302  | 373  | 372  | 435  | 455  | 456  | 447  | 442  | 435  |
|               | 1968 | 1982 | 1990 | 2006 | 2013 | 2015 | 2017 | 2019 | 2020 | 2022 |